# Юстиниан II
Юстиниан II (на гръцки: Ιουστινιανός Β΄) е византийски император в периода 685 – 695 г. и 705 – 711 г. Син е на Константин IV Погонат. Остава в историята с прозвището Ринотмет (от гръцки: ὁ Ῥινότμητος – „носоотрязания“).

## Първо управление (685 – 695)
Юстиниан II встъпва на престола през 685 г. като 16-годишен юноша. Характерно за него е чисто източната жестокост и маниакална деспотичност, които скоро го правят обект на ненавист от страна на населението.
През 688 – 690 г. Византия води два кратки конфликта с България, нарушавайки мирното споразумение от 681 г. Византийците успяват да пленят значителен брой славяни от Македония. Юстиниан II преселва пленените от него славяни в Мала Азия и образува от тях отряд от 30 хиляди души.
През 692 г. Юстиниан нарушава мира с арабите, но е разбит от войските на Абд ал-Малик в Киликия. Поражението е и вследствие от измяната на част от доведените славяни. Тогава Юстиниан заповядва да избият близо до Никомидия и тези славяни, които му остават верни. Резултат от поражението е загубата на Южна Армения, където въстава Симбатий (Смбат).
Ненавистта на народа навличат особено злоупотребите и изнудванията на Юстиниановите фаворити – Теодот и Стефан, първият от които е министър на финансите (на гръцки: ό γενικός λογοθέτης), а Стефан заема длъжността сакеларий на императора.
Крупно събитие в църковния живот е Юстинианският събор през 692 г., така наречения „пето-шести“ или Трулски. Постановленията на Трулския събор не са признати от папа Сергий; опитите на Юстиниан II да принуди папата да ги приеме претърпяват неуспех.

## Сваляне и заточение (695 – 705)
От непопулярността на Юстиниан II се възползва пълководецът Леонтий. През 695 г. той бяга от затвора, където е бил държан по заповед на подозрителния император, разбунва жителите на столицата, залавя Юстиниан, заповядва да му отрежат носа и езика (за което Юстиниан е наречен след това с прозвището Ринотмет – „безносия“). Сваленият император е изпратен на заточение в Крим (в Херсон). Стефан и Теодот са екзекутирани.
Свалянето на Юстиниан II не води до подобряването на вътрешното и външното състояние на империята, напротив, започва 20-годишен период на безредици и нестабилност, приключил едва след възцаряването на последвалата Исаврийска династия.
Докато Ринотмет бил в изгнание, град Картаген и остатъкът от провинциите в Африка били завладени от арабите, които застрашително настъпвали и по източната граница. Поради пораженията и неуспехите императорите остават за кратко на власт – след известно време Леонтий също е свален, а престолът е зает от Тиберий III. Тогава Юстиниан Ринотмет, избягва от заточението, първо при хазарите, после при българите, и се явява през 705 г. пред Константинопол заедно с 15-хилядна войска от славяни и българи, начело с хан Тервел. Юстиниан и привържениците му тайно проникват в столицата през един неизползван акведукт и извършват успешно преврат.

## Второ управление (705 – 711)
След като Юстиниан II Ринотмет завладява столицата и отново заема престола, той отмъщава жестоко на противниците си: бившите императори Тиберий и Леонтий са опозорени и обезглавени публично на Хиподрума, а патриарх Калиник е низложен, ослепен и заточен.
За подкрепата си българският хан Тервел е богато възнаграден от василевса – Тервел е първият не-ромей, който получава титлата кесар (цезар). Той освен това получава управлението на областта Загоре (Североизточна Тракия), както и голямо количество пари, злато, сребро и други скъпоценности.
Второто царуване на Юстиниан се оказва дори още по-злополучен провал от предишното. Войната с арабите отново тръгва лошо: византийците губят Мопсуеста и Тиана; в 709 г. арабите влизат даже в Тракия. Пораженията на ромеите водят до частичната загуба на Кападокия и Киликия. Търсейки реванш срещу българите Юстиниан II нахлува в Североизточна Тракия през 708 г., но е победен и обсаден в Анхиало (вж. Битка при Анхиало (708)). Императора се оттегля по море и скоро подновява мира с България.
През 711 г. Юстиниан II изпраща в Крим флот и войска, която трябва да накаже Херсон за това, че не е оказал поддръжка на императора по време на неговото нещастие, но войниците се разбунтуват и провъзгласяват за император Филипик Вардан. Докато Юстиниан събира отряди в Мала Азия, Филипик завладява Константинопол и убива Тиберий, малолетният син на Юстиниан. Самият Юстиниан е изоставен от повечето армии и бива заловен и обезглавен през декември 711 г., недалеч от столицата. Това окончателно прекъсва династията на Ираклеоните.

## Фамилия
Първи брак: за Евдокия († 695); имат една дъщеря:
- Анастасия

Втори брак: за хазарската принцеса Теодора (годеж 680 г., църковен брак 703 г.); имат един син:
- Тиберий (* 704, † 11 декември 711 г., убит пред църквата Св. Богородица във Влахерна). С неговата смърт се слага край на династията на Ираклиите.